# Sojuz TM-22
Sojuz TM-22 je označení ruské kosmické lodi, ve které odstartovala ke ruské kosmické stanici Mir mise. Byla to 23. expedice k Miru.

## Posádka

### Startovali
- Jurij Gidzenko (1)
- Sergej Avdějev (2)
- Thomas Reiter (1) ESA

V závorkách je uveden dosavadní počet letů do vesmíru včetně této mise.